# 桐 (データベース)
桐（きり）は管理工学研究所が開発・販売しているWindows環境向けのデータベース管理システム (DBMS) 。最新版は2017年（平成29年）9月にリリースされた桐10s。データベースの最大サイズの拡張、Unicodeへの対応など、利用者の要望に応え大規模改良が行われた10を基に、最新の環境に合わせたアップデートを行ったものである。
製品初期からリレーショナルデータベース管理システム (RDBMS) に近い操作が可能であったため、個人レベルでは高機能のデータベース管理システムとしてMS-DOS時代から広く使用された。他方で、表と呼ばれるデータベースを基本とした設計は初心者にも扱いやすいものとなっており、個人や小さな事務所、学校の教務や事務等のエンドユーザ・コンピューティング環境で重宝された。1986年（昭和61年）の初版リリース以降着実にユーザー層を広げ、1991年（平成3年）には日経BP社の「読者が選ぶベストソフト賞」を受賞している。
桐はMS-DOS用のソフトとして長く販売され、Windowsへの対応が遅れたが、その間も使われ続けた数少ないソフトでもある。たとえばナツメ社の「ハンディ・リファレンス」シリーズでは1994年（平成6年）段階で『桐Ver.5操作ハンドブック』など複数の解説書が出版されている。
インターネットが普及する以前、パソコン通信としてPC-VANやNIFTY-ServeのフォーラムにK3UGや桐タンスなどユーザー同士のQ&Aやお披露目など交流が有った。

## 「桐」の歴史

### 桐（初代）
- 1986年（昭和61年）5月発売。

### 桐 ver.2
- 1987年（昭和62年）6月発売。
- 日本語入力フロントプロセッサとして「松茸86」を搭載。

### 桐 ver.3
- 1990年7月発売。パンフレットなどのキャッチフレーズは「グレースが主義です。」であり、「優しさと奥行の深さ」とも書かれていた。
- 日本語入力フロントプロセッサとして「松茸V2」を搭載。
- 画像データ（新松以降に同梱された画像ソフト「鶴」形式）を扱えるようになった。
- 機能限定版が「Oh!PC」（日本ソフトバンク刊行）の付録ディスクとして紹介された。
- 「桐ツアー」という学習プログラムが同梱される。桐の一括処理を使ったものである。
- ワークシート状の「簡易表作成」機能が追加され、ワークシート状のデータ入力を行った後に、データベースの基本設計や「自動設計」が可能な作りになった。
- 表形式画面とカード形式画面の切替が容易に行えるよう改良された。
- 「あいまい検索」が使えるようになった。
- 自社のワードプロセッサ「松」の差し込み印刷の読み書きが可能になり、新松の文書に差し込んで印刷などが可能になった。
- メニューが2種類に増えた。既存のファンクションキーによる操作体系に加えて「/」キーでメニューが表示されるようになった。
- 複数のファイルを開いて作業を行えるように改良された。
- 機能が強化された反面、Ver.2に比べると処理速度の低下が目立った。

### 桐 ver.4
- 1992年（平成4年）6月発売。パンフレットなどのキャッチフレーズは「グレースハピネス」。
- 日本語入力フロントプロセッサとして「松茸V3」を搭載。
- カード式画面で、複数レコードを表示できる「マルチレコードフォーム」を搭載した。
- 処理速度をVer.2並に戻すよう、ブラッシュアップした。
- 表の併合・結合といったリレーショナルベータベースの概念に近い機能も追加された。
- バーコード印刷が可能になった。
- グラフ作成機能の追加。
- 関連ソフトウェアとして、「マルチメディア桐」も登場した。カノープス社のマルチメディアカードとともに動作する。販売実績については不明だが、Ver.4のパンフレットには案内がある。
- NetWareに対応した。
- PC-98ハイレゾモード、FM-R、DOS/V対応版も追って販売した。

### 桐 ver.5
- 1994年（平成6年）1月発売。パンフレットなどのキャッチフレーズは「THE KING OF STORY ストーリー桐」。なお、同年6月に廉価版の「My Class 桐」も発売されている。
- 日本語入力フロントプロセッサとして「松茸V3」を搭載。
  - DOS/V版は、PC-DOS/V、MS-DOS/V双方に対応したモジュールが用意されている。
- データベースの基本仕様（項目数、レコード長、最大表ファイルサイズ等）を拡張した。
- ワープロソフト「松」の文書ファイルやLotus 1-2-3のファイルを直接開くことが可能になった。
  - 「松」はそのまま印刷が可能で、松がインストールされていれば、チャイルドプロセス上で「松」を実行し編集する、といった作業も可能になった（PC-98,DOS/V版のみ可能）。
- グラフ作成機能が強化された。

### 桐 ver.6
- このバージョンからMicrosoft Windows版となる。
- 1997年（平成9年）10月発売。
  - Windows 95発売時、雑誌などにWindows版開発中のアナウンスを発表。キャッチフレーズは「おとなの解放区」であった。
  - その前年の1996年秋にはデモCD-ROM「栞」、1997年には「桐ver.6七夕バージョン」「〜お月見バージョン」といった開発途上版を公開していた。
- 日本語入力フロントプロセッサ(IME)として「松茸Ver.4 for Windows」を搭載。
- 管理工学研究所は、発売前から「桐 ver.5」の「一括処理」や「グラフ機能」は搭載されないことを事前に周知しており、その他の機能も一部搭載されていない。
  - 搭載されなかった機能のうち一部を実装した「桐7補完計画」を、登録ユーザに提供（1998年3月）した。

### 桐 ver.7/7.1
- 1998年（平成10年）7月発売。
  - ver.7.1は1998年11月発売。
- 日本語入力フロントプロセッサ(IME)として「松茸Ver.4 for Windows」を搭載。
- ver.6で搭載が見送られた「一括処理」機能が追加される。

### 桐 ver.8
- 1999年（平成11年）6月発売。
- 日本語入力フロントプロセッサ(IME)として「松茸Ver.4.1 SP1 for Windows」を搭載。
- これまで、ver.6から搭載されていなかった機能のうち「グラフ機能」が復活し、このバージョンをもって、MS-DOS版の「桐 ver.5」にあった機能の実装が完了した。
- フォームに発生するUIイベントに対応する一括処理を記述するためのイベントハンドラ機能が追加される。

### 桐9
- 2002年10月発売。
- 日本語入力フロントプロセッサ(IME)として「松茸Ver.4.1 SP1 for Windows」を搭載。
- マイクロソフトの表計算ソフト「Microsoft Excel」との連携を強化。後に「クロスエクセル」機能となる。
- ほぼ1年ごとに、最新のWindowsやExcelに対応したマイナーバージョンアップが行われる。
- 最終はExcel 2013に対応した「桐9s」（2013年10月）。有償バージョンアップにより、次期「桐10」を廉価に提供するというアナウンスがあった。

### 桐10
- 2014年10月発売。
- このバージョンから日本語入力システム「松茸」は同梱されていない。
- 内部処理が、JISコードからUnicodeに変更され、同時にJIS第4水準（JIS X 0213）の文字集合が扱えるようになった。
- データベースのサイズが桐9の64倍（32GB）へと拡張された。レコード数は約4千万から約10億レコードへ、レコード長も2倍（8,000字）に拡張された。
- Unicode IVS（異体字セレクタ）に対応した。

### 桐10s
- 2017年9月発売。
- 入力領域を持ったレポート（PDF）の出力と、入力された内容の再取り込みを行う「桐PDFブリッジ」機能を追加。
- フォームがフラットデザインに対応した。
- 桐6～8からのデータコンバートに対応した。
- 桐10と10sのデータファイルには互換性がある。ただし、10s新機能は10で使用制限される。